# Alfred Duff Cooper
Alfred Duff Cooper, 1. vikomt Norwich, GCMG, DSO, PC (22. února 1890 Londýn – 1. ledna 1954 Vigo), známý jako Duff Cooper, byl britský politik a diplomat za Konzervativní stranu a spisovatel. Byl ostrým kritikem politiky appeasementu a jediným členem britské vlády, který složil funkci kvůli nesouhlasu s podpisem Mnichovské dohody.
Napsal šest knih, včetně autobiografie Old Men Forget a biografie francouzského diplomata Talleyranda. Je také autorem románu Operace Heartbreak (1950).

## Život

### Původ a vzdělání
Alfred Duff Cooper byl jediným synem oblíbeného lékaře vyšší společnosti Sira Alfreda Coopera a Lady Agnes Duffové. Měl příbuzenský vztah i s královskou rodinou, jeho strýc z matčiny strany, první vévoda z Fife, si vzal dceru krále Eduarda VII. Louisu, zatímco jeho prababička z matčiny strany byla hraběnka Elizabeth Hayová, nemanželská dcera krále Williama IV. a jeho milenky Dorothy Jordanové. Cooper prošel typickou výchovou mladého gentlemana ve Wixenfordské škole, Eton College a na oxfordské New College.

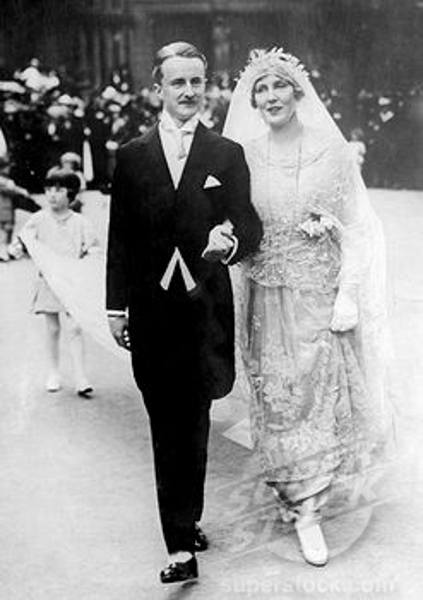
Alfred Duff Cooper na své svatbě s Lady Dianou Mannersovou v roce 1919

### Mládí a manželství
V Oxfordu se seznámil s Johnem Nevilem Mannersem, který ho uvedl do kruhu mladých aristokratů a intelektuálů a seznámil ho mj. se Lady Dianou Mannersovou. V té době si vypěstoval pověst bonvivána, věnujícího se čile hazardu, ženám i alkoholu.
Po absolvování Oxfordu vstoupil do diplomatických služeb. Jelikož jeho práce na šifrovacích metodách měly celonárodní význam, byl až do roku 1917 vyřazen z vojenské služby. Až v roce 1917 nastoupil do jednotek Grenadier Guards. Když se jako poručík vyznamenal v bojích roku 1918, obdržel za svou statečnost Řád za vynikající službu (DSO). Téměř všichni z jeho nejbližších přátel ale přišli ve válce o život, což ho ještě víc sblížilo s Lady Dianou Mannersovou. Vzali se v roce 1919.
Manželství Coopersových bylo poznamenáno řadou aférek, Duff byl manželce nevěrný s francouzsko-americkou zpěvačkou a dědičkou firmy na šicí stroje Daisy Fellowesovou, dámou salónů Glorií Guinnessovou, spisovatelkami Louise Levequeovou de Vilmorin a Susan Mary Alsopovou, manželkou hráče póla Boye Capela nebo modelkou Maxime de la Falaiseovou. Lady Diana údajně zálety svého manžela tolerovala.

### Politická dráha
Po návratu do diplomatických služeb se stal osobním tajemníkem dvou ministrů a ve 20. letech sehrál významnou roli v řešení egyptské a turecké krize, jejímiž výsledky byl vznik nezávislého Egypta a republikánského Turecka. Následně se stal v roce 1924 členem parlamentu za konzervativce v obvodu Oldham a jeho nástupní řeč se zařadila mezi nejuznávanější v celém století. Získal si renomé jako oddaný stoupenec premiéra Stanleyho Baldwina a jako přítel tehdejšího státního pokladníka Winstona Churchilla. Sám Cooper se stal finančním tajemníkem ministerstva války, ale o místo přišel v roce 1929, kdy konzervativci utrpěli porážku ve volbách.
Začal se tedy věnovat literatuře a napsal životopisnou knihu Talleyrand (1932), za kterou si vysloužil chválu kritiky a zajistil si trvalý autorský úspěch. V roce 1937 vyšla i v českém překladu Josefa Hrůši v nakladatelství J. R. Vilímka. V roce 1931 se po odstoupení původního kandidáta utkal znovu o místo poslance ve volbách a vrátil se do Parlamentu, ve kterém pak zasedal až do roku 1945.
V roce 1931 se vrátil i do kabinetu jako finanční tajemník ministerstva války, následně stejnou funkci vykonával i na ministerstvu financí. V roce 1935 se stal ministrem války a v roce 1937 prvním lordem Admirality. Ve stejné době dokončil životopis britského vojevůdce Douglase Haiga. Patřil k nejhlasitějším kritikům premiéra Neville Chamberlaina a jeho politiky appeasementu. Po Chamberlainovu rozhlasovém projevu k nárokům Německa na československé pohraničí si do deníků poznamenal: „Pokud nyní opustíme Čechy, nebo jim dokonce doporučíme vzdát se, budeme odpovědni za jednu z největších zrad v historii. Pokud to nyní vzdáme, bude to konec Anglie a konec demokracie.“ Den po podpisu Mnichovské dohody rezignoval. K tomu uvedl, že by ho mohli přimět přijmout „válku se ctí, nebo mír s ostudou“, ale „válka s ostudou – to bylo příliš mnoho“. Další z kritiků appeasementu v řadách konzervativců, poslanec Vyvyan Adams popsal Cooperovu rezignaci jako „první krok na cestě zpět k duševnímu zdraví národa“. Cooper se později významně zapojil do slavné „norské debaty“ v roce 1940, která vedla k Chamberlainovu pádu.
V té době vykreslovala německá propaganda Coopera jako jednoho se ze tří nejnebezpečnějších válečných štváčů. Za premiérství Winstona Churchilla se stal ministrem informací, ale byl odstaven od dění v roce 1941 po kontroverzním jmenování stálým ministrem v Singapuru. Významnější roli hrál až po jmenování vládním zmocněncem pro Svobodnou Francii v roce 1943 a o rok později velvyslancem ve Francii. V Paříži měl velký úspěch. Podle historika P. H. Bella byl tak „oddaný frankofil“, že pokoušel trpělivost ministerstva zahraničí kvůli nadměrné snaze o prohloubení britsko-francouzských vztahů až do míry aliance, která měla ovládnout poválečnou Evropu. Ani po vítězství labouristů ve volbách v roce 1945 nebyl z místa velvyslance odvolán. Nový ministr zahraničí Ernest Bevin oceňoval jeho blízké vztahy s mnoha francouzskými politiky včetně anglofobního Charlese de Gaulla. V lednu 1947 inicioval bez pokynů z Londýna jednání, která vyvrcholila podpisem Smlouvy z Dunkerku. Jeho návrh na vznik britsko-francouzské vojenské aliance tehdy Léon Blum pochopil jako oficiální londýnskou nabídku. 
Cooper opustil úřad velvyslance v roce 1947. O rok později byl vyznamenán Řádem sv. Michala a sv. Jiří nejvyššího stupně rytíř velkokříže. Až do své smrti se pak věnoval především literatuře. V této době napsal autobiografii Old Men Forget a nakonec byl v roce 1952 povýšen do šlechtického stavu jako Vikomt Norwich v Aldwicku v Hrabství Sussex, v roce 1952. Jeho manželka ale odmítala být nazývána Lady Norwichová a dál používala jméno Lady Diana Cooperová.
Zemřel v roce 1954, ve věku 63 let.

## Rodina
Duff Cooper měl jediného legitimního potomka. Syn John Julius Norwich (narozen 1929) se stal známým spisovatelem a televizním moderátorem. Vydal i sbírku otcových deníků pod titulem The Duff Cooper Diaries: 1915–1951. Vnučka Duffa Coopera Artemis Cooperová vydala několik knih, včetně korespondence manželů Cooperových (A Durable Fire: The Letters of Duff and Diana Cooper, 1913–50). Cooperovou vnučkou je také scenáristka Allegra Hustonová. Cooperova neteř Enid Levitová (dcera jeho sestry Stephanie) je babičkou premiéra Davida Camerona.
Biografii o Cooperovi napsal John Charmley. Podle Coopera bylo pojmenováno britské literární ocenění, Cena Duffa Coopera.